# Weert Canzler

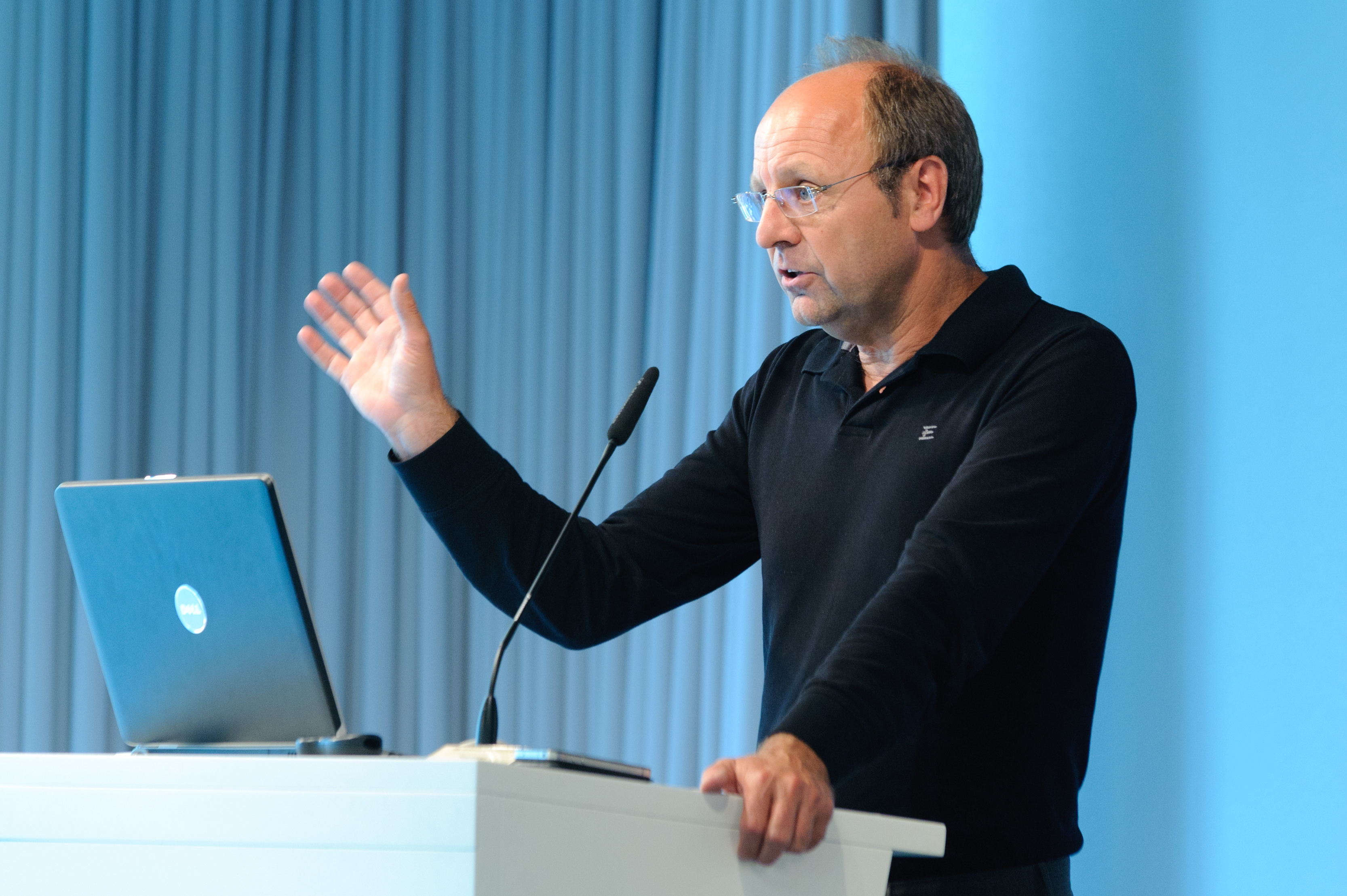
Weert Canzler, 2011

Weert Adalbert Canzler (* 30. April 1960 in Hage, Ostfriesland) ist ein deutscher Sozialwissenschaftler und Mobilitätsforscher am Wissenschaftszentrum Berlin für Sozialforschung.

## Leben
Weert Canzler besuchte von 1970 bis 1979 das Ulrichsgymnasium Norden. Zwischen 1979 und 1985 studierte er Politikwissenschaft an der Freien Universität Berlin. Es folgten eine Redaktionstätigkeit in der Hochschul- und Wissenschaftszeitschrift Kassandra sowie wissenschaftliche Tätigkeiten in der Innovations- und Zukunftsforschung. Unter anderem übernahm er die Federführung beim Aufbau des Sekretariats für Zukunftsforschung (SFZ) in Gelsenkirchen. Seit 1994 ist Canzler wissenschaftlicher Mitarbeiter am Wissenschaftszentrum Berlin für Sozialforschung (WZB). Zusammen mit Andreas Knie leitet er dort die Forschungsgruppe Digitale Mobilität. 1996 schloss Canzler eine Promotion an der Technischen Universität Berlin zu der Entstehung und Stabilität des Automobil-Leitbildes ab. Seit 2013 ist Canzler Sprecher des Leibniz-Forschungsverbundes Energiewende. Im Mai 2015 erfolgte der Abschluss des Habilitationsverfahrens an der Technischen Universität Dresden. Die Habilitationsschrift trägt den Titel Automobil und moderne Gesellschaft: Beiträge zur sozialwissenschaftlichen Mobilitätsforschung.
Weert Canzler ist der Sohn des 2011 verstorbenen Heimatforschers Gerhard Canzler.

## Werk
Zu Canzlers Forschungsthemen zählen die Kontinuität und der Wandel technischer Leitbilder in modernen Gesellschaften. Seine zentralen Untersuchungen behandeln die technikhistorische und techniksoziologische Bedeutung des Automobils. Im Mittelpunkt steht das Verhältnis des Privat-Pkw zum Umweltverbund unter besonderer Berücksichtigung alternativer Nutzungsformen wie Fahrradverleih oder Carsharing. Hierzu tritt Canzler regelmäßig als Gastautor und Interviewgast in den Medien auf. In den letzten Jahren widmet er sich verstärkt der Elektromobilität, die er über den Antrieb hinaus als integralen Bestandteil eines vernetzten und vielseitigen Verkehrssystems begreift. Der Elektroantrieb ist in dieser Hinsicht aber nur eine Maßnahmen unter vielen, die Canzler für ein nachhaltigeres Verkehrssystem vorschlägt. Hierzu zählen die Beteiligung der Nutzer an den externen Kosten, die Förderung des nicht-motorisierten Verkehrs und die Schaffung von intermodalen Angeboten im Personenverkehr. Digitale Plattformen sind nach Einschätzung Canzlers bei einer reformierten Ordnungspolitik geeignet, unterschiedliche Mobilitätsangebote zu verbinden. Die Energie- und Verkehrswende betrachtet Canzler zusammenhängend anhand des Nutzertyps des Prosumers. Um veränderte Einstellungen der Nutzer wirksam werden zu lassen, spricht sich Canzler für eine Dezentralisierung und Erprobung in „Realexperimenten“ aus.
Ein weiteres Forschungsthema ist die Zukunft des öffentlichen Personennahverkehrs im ländlichen Raum unter dem Eindruck des demografischen Wandels und regionalen Strukturwandels.
Canzler ist neben Stephan Rammler und Oliver Schwedes Mitherausgeber der Reihe „Mobilität und Gesellschaft“ beim Lit Verlag.

## Auszeichnungen
- Bertha-und-Carl-Benz-Preis der Stadt Mannheim (2021)[18]

## Schriften (Auswahl)
- Mit angezogener Handbremse: zum Stand der Energiewende, in: Aus Politik und Zeitgeschichte, 67. Jahrgang, Ausgabe 16–17, 18. April 2017, S. 31–38.
- Automobil und moderne Gesellschaft – Beiträge zur sozialwissenschaftlichen Mobilitätsforschung. (= Reihe Mobilität und Gesellschaft. Band 6). LIT, Berlin/ Münster/ Wien/ Zürich/ London 2016, ISBN 978-3-643-13517-9.
- Das Zauberlehrlings-Syndrom – Entstehung und Stabilität des Automobil-Leitbildes. Ed. Sigma, Berlin 1996, ISBN 3-89404-162-5.
- Mithrsg.: Zukunftsmetropole Berlin – Kritik und Perspektiven wirtschaftspolitischer Leitbilder. Ed. Sigma, Berlin 1988, ISBN 3-924859-71-X.

Zusammen mit Andreas Knie
- Das Ende des Automobils – Fakten und Trends zum Umbau der Autogesellschaft. C. F. Müller, Heidelberg 1994, ISBN 3-7880-9872-4.
- Möglichkeitsräume – Grundrisse einer modernen Mobilitäts- und Verkehrspolitik. Böhlau, Wien 1998, ISBN 3-205-98854-X.
- Grüne Wege aus der Autokrise – Vom Autobauer zum Mobilitätsdienstleister. Heinrich-Böll-Stiftung, Berlin 2009, ISBN 978-3-86928-005-9. (PDF, 704kb)
- Einfach aufladen – Mit Elektromobilität in eine saubere Zukunft. Oekom, München 2011, ISBN 978-3-86581-270-4.
- Schlaue Netze – Wie die Energie- und Verkehrswende gelingt. Oekom, München 2013, ISBN 978-3-86581-440-1.
- Die neue Verkehrswelt – Mobilität im Zeichen des Überflusses: schlau organisiert, effizient, bequem und nachhaltig unterwegs. Eine Grundlagenstudie im Auftrag des BEE e.V., Ponte Press, Bochum 2015, ISBN 978-3-920328-71-3 (PDF ca. 7 MB)
- Die digitale Mobilitätsrevolution – Vom Ende des Verkehrs, wie wir ihn kannten. Oekom, München 2016, ISBN 978-3-86581-754-9.
- Taumelnde Giganten – Gelingt der Autoindustrie die Neuerfindung? Oekom, München 2018, ISBN 978-3-96238-019-9. (Auch erschienen als Band Nr. 10284 der Schriftenreihe der Bundeszentrale für politische Bildung.)
- Die Citymaut – Neuer Freiraum für die Verkehrspolitik in Zeiten des Wandels. Oekom-Verlag, München 2020, ISBN 978-3-96238-268-1.

Zusammen mit Oliver Schwedes und Andreas Knie (Hrsg.)
- Handbuch Verkehrspolitik. 2. Auflage. VS Verlag für Sozialwissenschaften, Wiesbaden 2016, ISBN 978-3-658-05591-2.

Zusammen mit Andreas Knie und Lisa Ruhrort
- Autonome Flotten – Mehr Mobilität mit weniger Fahrzeugen. Oekom, München 2019, ISBN 978-3-96238-155-4.

Zusammen mit Andreas Knie, Lisa Ruhrort und Christian Scherf
- Erloschene Liebe? Das Auto in der Verkehrswende – Soziologische Deutungen. Transcript Verlag, Bielefeld 2018, ISBN 978-3-8376-4568-2.

Zusammen mit Gert Schmidt
- Das zweite Jahrhundert des Automobils – technische Innovationen, ökonomische Dynamik und kulturelle Aspekte. Ed. Sigma, Berlin 2003, ISBN 3-89404-229-X.